# Francesco Redi

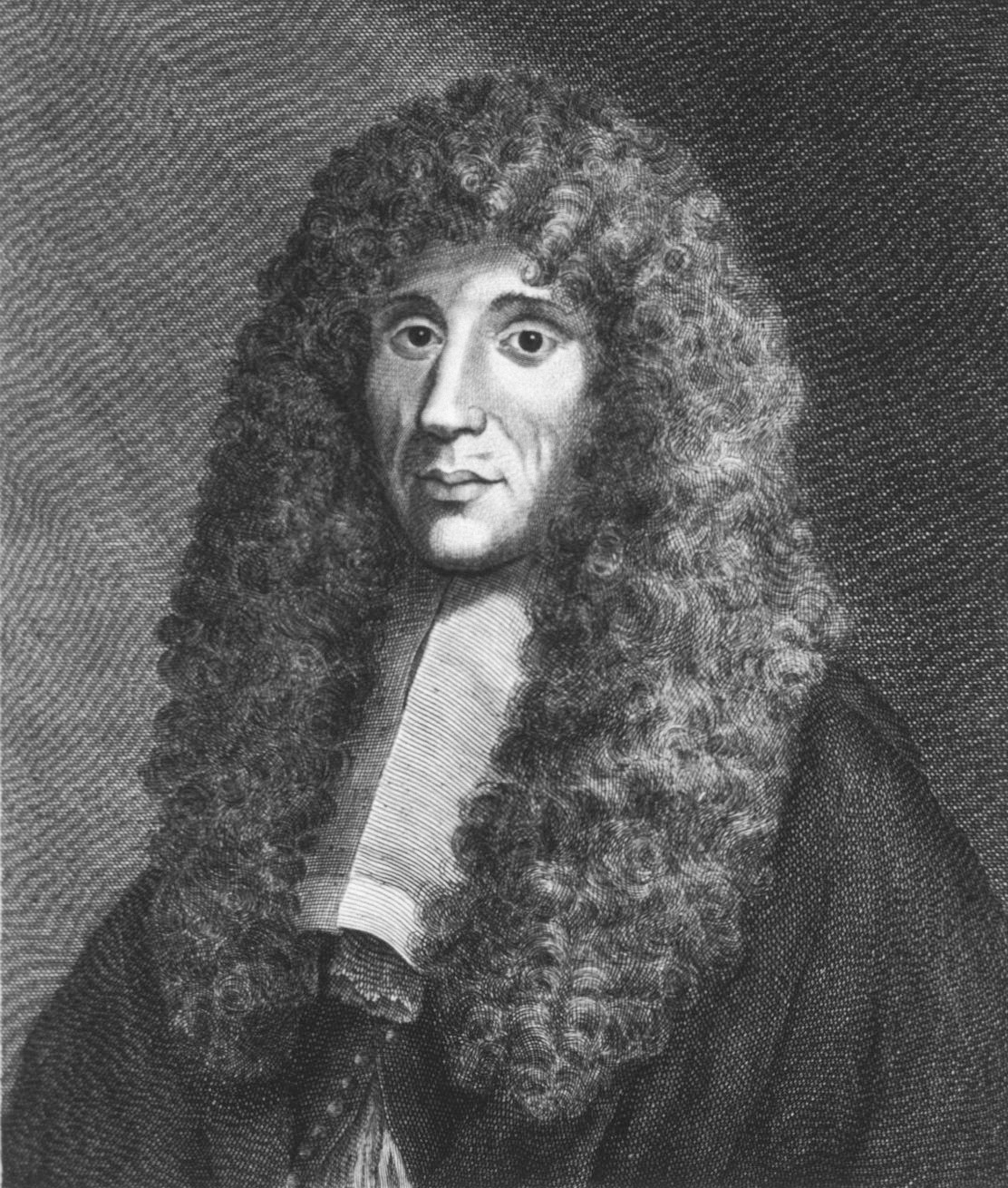
Francesco Redi

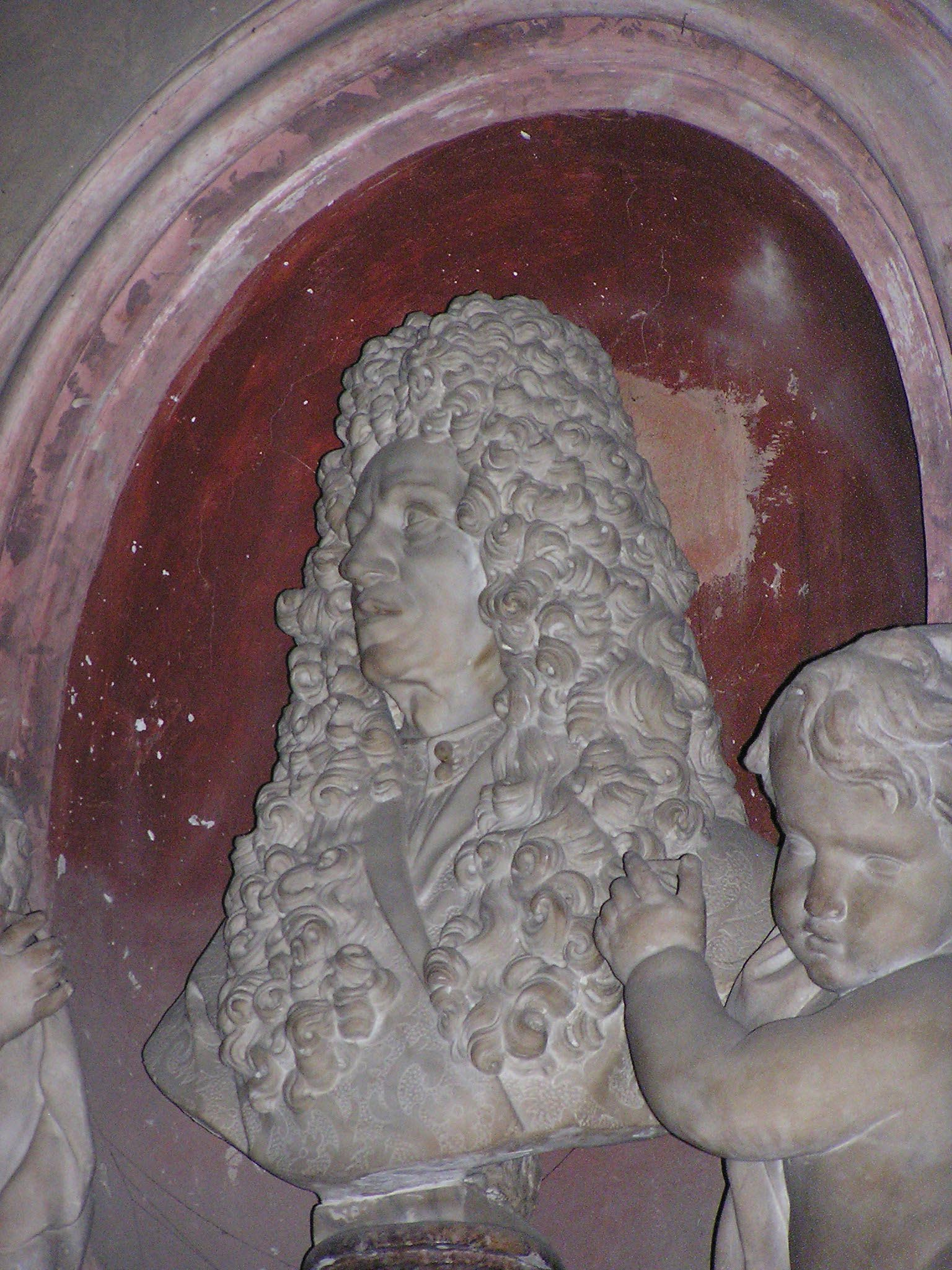
Büste Redis im Dom von Arezzo

Francesco Redi (* 18. Februar 1626 in Arezzo; † 1. März 1697 in Pisa) war ein italienischer Arzt, Parasitologe und Toxikologe, Professor der Medizin in Pisa sowie humanistischer Philosoph und Dichter.

## Leben
Francesco Redi, Sohn eines Florentiner Arztes, begann seine Ausbildung bei Jesuiten, studierte in Pisa und wurde in Philosophie und Medizin promoviert. 1648 kam er in Florenz mit den Schülern von Galileo Galilei in Kontakt und wurde Mitglied des Collegio Medico und der Accademia dei Cimento. Er war Leibarzt von Fernando de’ Medici (1599–1648) und verantwortlich für die großherzoglichen Apotheken.

## Wirken
Redi wurde bekannt durch ein Experiment im Jahr 1668, das ein wichtiger Schritt bei der Widerlegung der Abiogenese (Generatio spontanea, Urzeugung) war. Zu jener Zeit glaubte man, dass Maden von selbst in verwesendem Fleisch entstehen. In seinem Experiment nahm Redi drei Behälter und füllte sie mit Fleisch. Einen Behälter schloss er vollständig ab, den zweiten Behälter ließ er offen und den dritten Behälter bedeckte er mit Gaze. Maden erschienen nur in dem offenen, aber nicht in dem verschlossenen Behälter. Auf der Gaze des dritten Behälters fand er (sich entwickelnde) Maden.
Er fuhr mit seinen Experimenten fort, indem er Maden einfing und darauf wartete, bis sie sich weiterentwickelten. Das taten sie auch und wurden gewöhnliche Fliegen. Wenn man tote Fliegen oder Maden in verschlossene Fleischtöpfe gab, entstanden keine neue Maden. Wenn man das aber mit lebenden Fliegen tat, erschienen Maden im Fleisch. Damit war die Theorie der Abiogenese widerlegt.
Daraufhin formulierte Redi den berühmten Satz: „Omne vivum ex ovo.“ (‚Alles Leben entsteht aus einem Ei.‘).
Francesco Redi ist als Begründer der Helminthologie anerkannt.
Redi untersuchte auch das Ottergift.
Redi war auch ein Dichter. Sein bekanntestes Werk ist Bacco in Toscana. Seit 1655 war er Mitglied der Florentiner Accademia della Crusca, in der er von 1678 bis 1690 das Amt des Arciconsolo bekleidete. Er war auch einer der Hauptautoren der 3. Auflage des Vocabolario der Crusca und hinterließ zahlreiche Nachträge, Anmerkungen und Kommentare, die für die Vorbereitung der nächsten Ausgabe (1729–1738) herangezogen wurden. Einige seiner Schriften haben als Belegstellen Aufnahme in verschiedenen Auflagen des Wörterbuchs gefunden.
Auf dem Mars ist ein Krater nach ihm benannt, in Florenz und Arezzo jeweils eine Straße.

## Werke
- Osservazioni intorno alle vipere. Florenz 1664 (Digitalisat). - Observationes de viperis … ex italica in latinam translatae. S. l., ca. 1670 (Digitalisat)
- Esperienze intorno alla generazione degl’insetti. Florenz 1668.
- Esperienze intorno a diverse cose naturali. Florenz 1671.